# Eleanor Knott
Philippa Marie Eleanor Knott, MRIA (* 18. November 1886 in Dublin; † 4. Januar 1975 ebenda), war eine irische Keltologin, Lexikografin und Hochschullehrerin sowie eine der ersten Frauen, die in die Royal Irish Academy gewählt wurden.

## Leben
Knott wurde als Tochter von John Freeman Knott, einem Arzt, und Philippa Annie (geb. Balcombe) im Stadtteil Ranelagh von Dublin geboren. Knott hatte ein Geschwister. Ihr Vater stammte aus dem County Roscommon, ihre Mutter wurde in Kingston upon Hull geboren, stammte aber aus Cornwall und lebte in Irland. Sie ermutigte ihre Tochter, die irische Sprache zu lernen. Knott besuchte das Abercorn College. Danach studierte sie Altirisch an der School of Irish Learning in Dublin, wo sie bei dem Keltologen Richard Irvine Best (1872–1959) lernte. Knott arbeitete in der Verwaltung der Schule, bis sie 1907 ein Stipendium erhielt, das ihr ein weiteres Studium ermöglichte. Als Nationalistin schrieb sie Artikel für die Zeitungen Sinn Féin und The Irish Peasant unter den Abkürzungen EK und PMEK oder dem Pseudonym Finnéigeas. Ab 1911 arbeitete sie zusammen mit Carl Marstrander am Wörterbuch der irischen Sprache für die Royal Irish Academy und blieb für den Rest ihres Berufslebens an diesem Projekt beteiligt. Sie engagierte sich auch in der Society for the Simplification of the Spelling of Irish.
1928 wurde sie zur Dozentin für keltische Sprachen am Trinity College Dublin ernannt. Ihren Master machte sie 1932, ihren Doktortitel erhielt sie 1938. 1939 wurde sie dort Professorin für Altirisch und erhielt einen eigenen Lehrstuhl. Als Akademikerin schrieb Knott Beiträge für Zeitschriften und war Mitherausgeberin der Fachzeitschrift Ériu. Außerdem fertigte sie Übersetzungen alter irischer Poesie an. Nachdem das Verbot der Mitgliedschaft von Frauen in der Royal Irish Academy (RIA) aufgehoben worden war, wurde Knott 1949 gewählt und war bis 1955 Mitglied. Sie war eine bedeutende Korrespondentin und bewahrte ihre Briefe auf, so dass heute eine umfangreiche Sammlung von Informationen über sie in der Eleanor Knott Collection der RIA aufbewahrt wird.
Als Knott älter wurde, erblindete sie und zog in das Molyneux Asylum for Blind Females, wo sie 1975 starb. Sie wurde auf dem Mount Jerome Cemetery beigesetzt.

## Bibliographie
Editionen
- Eleanor Knott (Hrsg.): Togail bruidne Da Derga (= Mediaeval and Modern Irish Series. Band 8). Dublin Institute for Advanced Studies, Dublin 1936.
- An introduction to Irish syllabic poetry of the period 1200–1600. Cork University Press, Cork 1928.
- Eleanor Knott (Hrsg.): A bhfuil aguinn dár chum Tadhg Dall Ó Huiginn (1550-1591): The bardic poems of Tadhg Dall Ó hUiginn (1550-1591) (= Irish Texts Society. Band 22–23). Irish Texts Society, London 1926.

Artikel (Auswahl)
- Richard Irvine Best, 1872–1959. In: Ériu. Band 19, 1962, S. 123–125.
- Mac an Bhaird’s elegy on the Ulster lords. In: Celtica. Band 5, 1960, S. 161–171.
- A poem of prophecies. In: Ériu. Band 18, 1958, S. 55–84.
- Thomas Francis O’Rahilly, 1883–1953. In: Ériu. Band 17, 1955, S. 147.
- Osborn Bergin, 1873–1950. In: Ériu. Band 16, 1952, S. 1–3.
- An index to the proper names in Saltair na rann. In: Ériu. Band 16, 1952, S. 99–122.
- An Irish seventeenth-century translation of the Rule of St. Clare, plus Glossary. In: Ériu. 15, 15 supplement, 1948, S. 1–187, 1–110.
- The Flight of the Earls (1607). In: Ériu. Band 8, 1916, S. 191–194.
- Why Mongán was deprived of noble issue. In: Ériu. Band 8, 1916, S. 155–160.
- On a line in Patrick’s hymn. In: Ériu. Band 7, 1914, S. 239.
- A poem by Giolla Brighde Ó Heoghusa. In: Gadelica: A Journal of Modern-Irish Studies. Band 1, Nr. 1, 1912, S. 10–15, 300–301.
- The deaths of Aodh mac Garaidh and Flann mac Duibh Dithraibh. In: Journal of the Galway Archaeological and Historical Society. Band 7, 2011, S. 54–63.
- Filidh Éireann go haointeach. In: Ériu. Band 5, 2011, S. 50–69.